# La rafle est pour ce soir
Pour les articles homonymes, voir La Rafle.
Pour plus de détails, voir Fiche technique et Distribution.
La rafle est pour ce soir est un film français de Maurice Dekobra réalisé en 1953 et sorti en 1954. 

## Synopsis
Plusieurs personnes réunies dans un commissariat à la suite d'une rafle racontent chacune une histoire.... 
"Le papa de Simon" (d'après Maupassant) : Le petit Simon est chahuté à l'école parce que né d'une mère célibataire. Il veut se suicider, mais est réconforté par le forgeron du village qui finira par devenir son vrai papa.
"Le roi du sex-appeal" (histoire de Dekobra) : engagée pour accueillir un acteur américain à sa descente d'avion, Danielle va réussir à manipuler ce dernier... jusqu’au mariage.
"La morte" (d'après Maupassant) : Les tribulations amoureuses d'un veuf inconsolable
"Bébert, le balafré" (histoire de Dekobra) : Un gangster, violent et jaloux est pourtant un bon père de famille qui élève sa fille dans l'honnêteté au point de lui faire rendre une statuette volée dans une sacristie, le jour de sa communion.

## Fiche technique
- Titre : La rafle est pour ce soir
- Réalisation : Maurice Dekobra, assisté de : Jean-Pierre Decourt et André Lord
- Scénario : Maurice Dekobra, d'après deux nouvelles de Guy de Maupassant  et deux nouvelles originales de Maurice Dekobra
- Décors : Aimé Bazin
- Photographie : André Bac
- Musique : Jean Wiener
- Son : Jean Bertrand
- Montage : Georges Arnstam
- Cadre : François Franchi et Albert Viguier
- Maquillage : Georges Gauchat
- Production : Maurice Dekobra
- Société de production : Films Onyx
- Format : Noir et blanc - 1,37:1 - 35 mm - Son mono
- Pays :  France
- Année : 1953
- Genre :
- Durée :  85 minutes
- Date de sortie : 
  - France - 1 décembre 1954
- Affiche : Jean Mascii (France)

## Distribution
- Robert Burnier : Le brigadier
- Jim Gérald : M. Mongibeux
- Muriel Monclar : Ginette
- Jane Sourza : La Pintade
- Blanchette Brunoy : La Blanchotte
- Christian Fourcade : Simon
- Maurice Maillot : Philippe Rémy, le forgeron
- Jacqueline Pierreux :  Danielle Vernaux
- Jeanne Fusier-Gir : Mme Vernaux
- Grégoire Aslan : Mortimer Schoom
- Isabelle Eber : Monique, la secrétaire de Schoom
- Kris Kersen : Freddy Cooper
- Jean Tissier : Le baron Thierry de Mormoy
- Henri Guisol : Jean Dupont
- Roger Til : Raymond, l'ami de Jean Dupont (sous le nom de Roger-Til)
- Monique Clarence : Yvette
- Armand Mestral : Robert Bertoli, dit 'Bébert le Balafré'
- Maria Lointaine : Nenette, la compagne de Bébert
- Suzy Gossen : Mlle Monminet
- Jocelyne Jany : Mireille, la fille de Bébert
- Nita Raya :  Anais
- Bob Ingarao : Jojo
- Marcel Vallée : Le curé
- Roger Saltel : Louis
- Paul Demange : M. Mercadier
- Henri San Juan : La Belette (sous le nom de "San Juan")
- Gérard Buhr
- Aubry Bower
- Renée Gardès
- Charles Lemontier
- Martine Alexis
- Nicolas Amato
- Paulette Andrieux
- Jacques Beauvais
- Yvonne Claudie
- Gloria France
- Alfred Goulin
- Frank Maurice
- Margaret Mille
- Nicole Regnault
- Spencer Teakle
- Hélène Tossy
- Fanny Mauve : Léa (non créditée)

## Autour du film
- Ce film, inspiré des nouvelles de Maupassant et de Maurice Dekobra, est le seul réalisé par ce dernier
- Le personnage de Mortimer Schoom interprété par Grégoire Aslan dans le sketch : "Le roi du sex-appeal" est un hommage à Groucho Marx.